# Platanistoidea
La superfamiglia Platanistoidea comprende quattro specie viventi di cetacei che risiedono nei fiumi e negli estuari di acqua dolce. Tre specie vivono nei fiumi di acqua dolce. La quarta specie, la pontoporia, vive negli estuari di acqua salata e nell'oceano. Comunque, questo viene classificato scientificamente nella famiglia dei delfini di fiume piuttosto che nella famiglia Delphinidae.

## Ecologia
I delfini di fiume sono tra i cetacei più minacciati di tutto il mondo. A causa della perdita dell'habitat, della caccia datagli dall'uomo e della loro scarsa popolazione naturale sono estremamente vulnerabili all'estinzione. Oltre a questo, molti delfini di fiume hanno una vista molto ridotta - alcuni vengono persino considerati ciechi - e possono incappare in incontri sfortunati con l'uomo o con i suoi manufatti (imbarcazioni o reti da pesca, per esempio).
Alcune specie di delfini possono vivere in ambienti marini o fluviali. La sotalia, per esempio, si trova a suo agio in entrambi gli ecotipi. Comunque, non viene classificato nella superfamiglia dei Platanistoidea e non viene neanche considerato un vero delfino di fiume.

## Tassonomia
Nella classificazione di Rice del 1998 si trovano attualmente quattro famiglie viventi che formano il gruppo dei delfini di fiume. Comunque, dal momento che uno studio del dicembre 2006 non ha registrato alcun membro vivente di Lipotes vexillifer (noto comunemente come lipote) e ha dichiarato la specie formalmente estinta, i Platanistidae vengono considerati l'unica famiglia asiatica vivente della superfamiglia Platanistoidea. Nella classificazione del Mammal Species of the World i platanisti del Gange e dell'Indo sono considerati come specie separate e sono considerate due sole famiglie, Platanistidae e Iniidae.

### Classificazione di Rice (1998)
- Superfamiglia Platanistoidea
  - Famiglia Platanistidae
    - platanista del Gange e dell'Indo Platanista gangetica

  - Famiglia Iniidae
    - Inia Inia geoffrensis

  - Famiglia Lipotidae
    - Lipote Lipotes vexillifer (probabilmente estinto dal dicembre 2006)

  - Famiglia Pontoporiidae
    - Pontoporia Pontoporia blainvillei

### Classificazione delMammal Species of The World
- Superfamiglia Platanistoidea
  - Famiglia Platanistidae
    - platanista del Gange, Platanista gangetica
    - platanista dell'Indo, Platanista minor

  - Famiglia Iniidae
    - Inia, Inia geoffrensis
    - lipote, Lipotes vexillifer (Presumibilmente estinto dal 2006)
    - pontoporia, Pontoporia blainvillei

## Estinzione
Con la costruzione della diga delle tre gole, l'habitat del lipote è stato distrutto.
Il 13 dicembre 2006 il lipote è stato dichiarato "formalmente estinto", dopo una ricerca fallita di 45 giorni in cui gli esperti hanno cercato di trovare almeno un singolo esemplare. L'ultimo avvistamento verificato di questo delfino era avvenuto nel settembre 2004. Nel 2007 è stato annunciato l'avvistamento di un altro esemplare, ma successive ricerche non l'hanno confermato.